# Chomelix
Chomelix [ʃɔmli] est une commune française située dans le département de la Haute-Loire en région Auvergne-Rhône-Alpes.

## Géographie

### Localisation
La commune de Chomelix est dans le département de la Haute-Loire, en région Auvergne-Rhône-Alpes.
Elle se situe à 31 km par la route au nord de sa préfecture Le Puy-en-Velay, et à 9 km au sud de Craponne-sur-Arzon, 
bureau centralisateur du canton du Plateau du Haut-Velay granitique dont dépend la commune depuis 2015 pour les élections départementales.
Les communes les plus proches sont : 
Beaune-sur-Arzon (2,2 km), Bellevue-la-Montagne (4,7 km), Jullianges (5,7 km), Saint-Pierre-du-Champ (5,8 km), Saint-Georges-Lagricol (6,1 km), Félines (6,7 km), Craponne-sur-Arzon (7,8 km), Saint-Julien-d'Ance (8,1 km).
|         | Beaune-sur-Arzon     | Saint-Georges-Lagricol |
| Félines | Chomelix             | Saint-Pierre-du-Champ  |
|         | Bellevue-la-Montagne |                        |

### Hydrographie
La commune est traversée par plusieurs petits ruisseaux et par deux rivières : l'Arzon et la Chamalière. Les sources y sont nombreuses.

### Climat
Pour des articles plus généraux, voir Climat d'Auvergne-Rhône-Alpes et Climat de la Haute-Loire.
En 2010, le climat de la commune est de type climat des marges montargnardes, selon une étude du Centre national de la recherche scientifique s'appuyant sur une série de données couvrant la période 1971-2000. En 2020, Météo-France publie une typologie des climats de la France métropolitaine dans laquelle la commune est exposée à un climat de montagne ou de marges de montagne et est dans la région climatique Nord-est du Massif Central, caractérisée par une pluviométrie annuelle de 800 à 1 200 mm, bien répartie dans l’année.
Pour la période 1971-2000, la température annuelle moyenne est de 8,3 °C, avec une amplitude thermique annuelle de 16,2 °C. Le cumul annuel moyen de précipitations est de 836 mm, avec 9,5 jours de précipitations en janvier et 7,4 jours en juillet. Pour la période 1991-2020, la température moyenne annuelle observée sur la station météorologique de Météo-France la plus proche, « Félines_sapc », sur la commune de Félines à 7 km à vol d'oiseau, est de 7,5 °C et le cumul annuel moyen de précipitations est de 930,5 mm,. Pour l'avenir, les paramètres climatiques de la commune estimés pour 2050 selon différents scénarios d'émission de gaz à effet de serre sont consultables sur un site dédié publié par Météo-France en novembre 2022.

## Urbanisme

### Typologie
Au 1er janvier 2024, Chomelix est catégorisée commune rurale à habitat très dispersé, selon la nouvelle grille communale de densité à sept niveaux définie par l'Insee en 2022.
Elle est située hors unité urbaine et hors attraction des villes,.

### Occupation des sols
L'occupation des sols de la commune, telle qu'elle ressort de la base de données européenne d’occupation biophysique des sols Corine Land Cover (CLC), est marquée par l'importance des territoires agricoles (52 % en 2018), une proportion sensiblement équivalente à celle de 1990 (52,2 %). La répartition détaillée en 2018 est la suivante : 
forêts (43 %), zones agricoles hétérogènes (31,3 %), prairies (20,7 %), milieux à végétation arbustive et/ou herbacée (5 %).
L'évolution de l’occupation des sols de la commune et de ses infrastructures peut être observée sur les différentes représentations cartographiques du territoire : la carte de Cassini (XVIIIe siècle), la carte d'état-major (1820-1866) et les cartes ou photos aériennes de l'IGN pour la période actuelle (1950 à aujourd'hui).

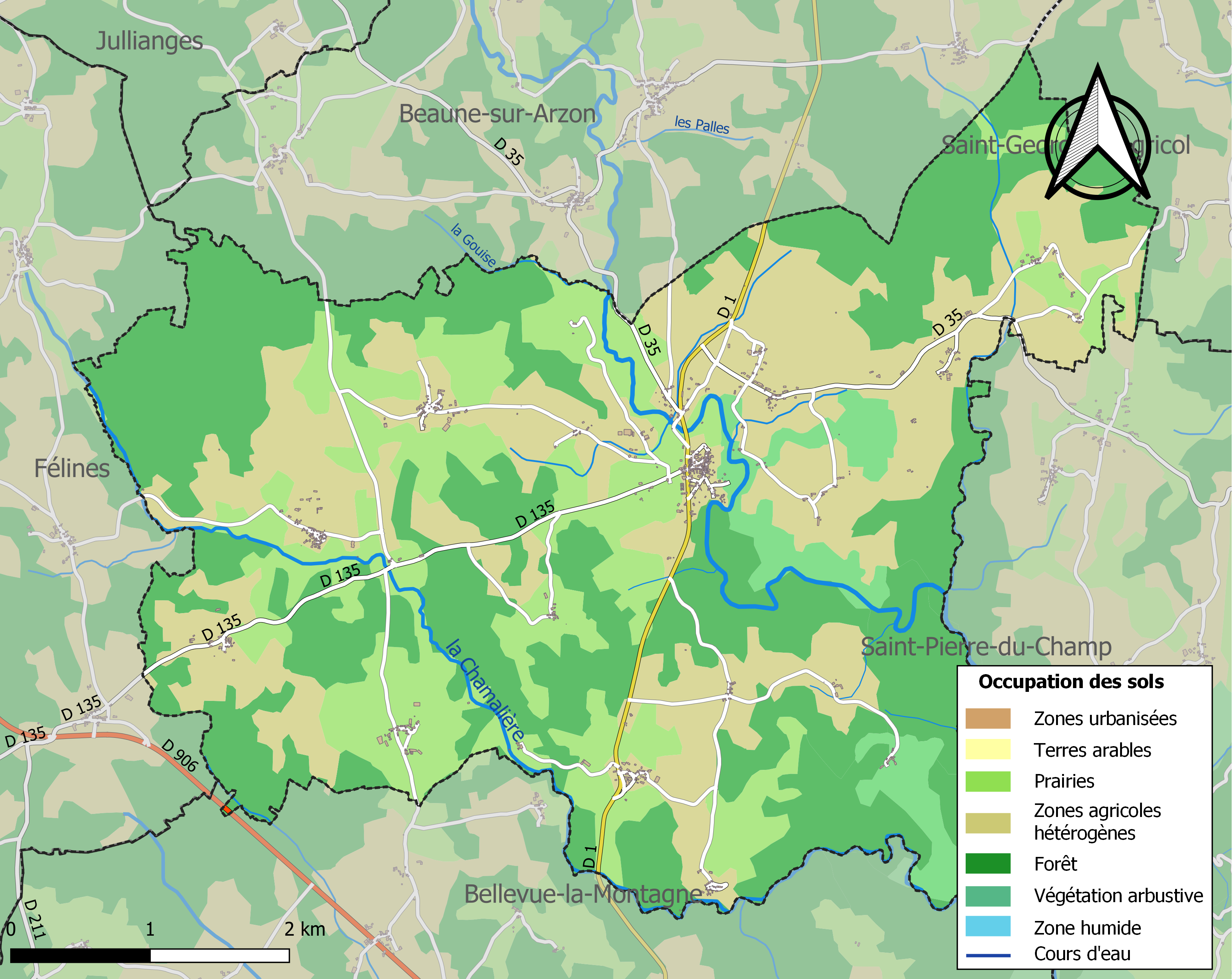
Carte des infrastructures et de l'occupation des sols de la commune en 2018 (CLC).
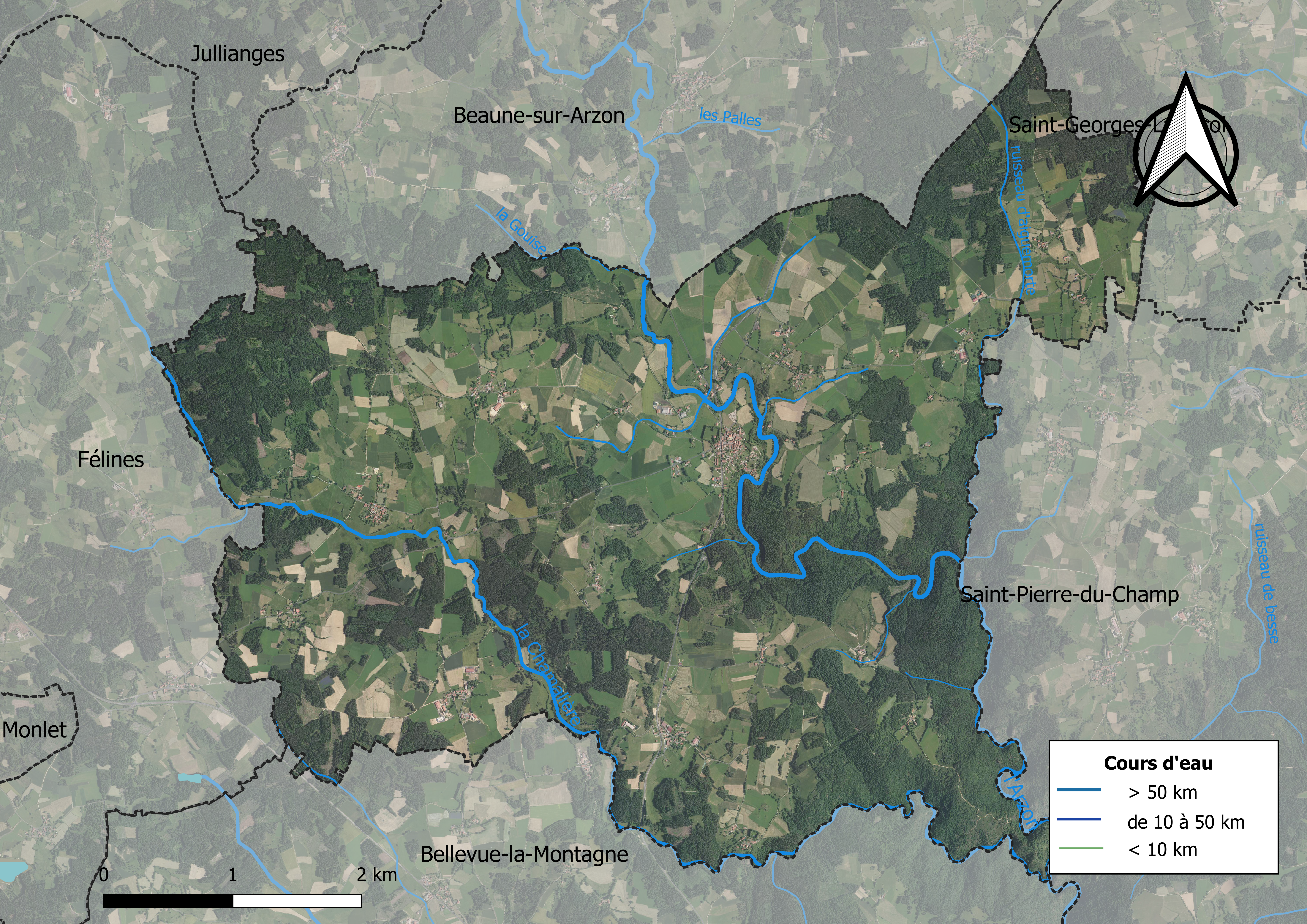
Carte orthophotographique de la commune.

### Habitat et logement
En 2018, le nombre total de logements dans la commune était de 409, alors qu'il était de 412 en 2013 et de 413 en 2008.
Parmi ces logements, 58,8 % étaient des résidences principales, 31,6 % des résidences secondaires et 9,7 % des logements vacants. Ces logements étaient pour 93,5 % d'entre eux des maisons individuelles et pour 6,5 % des appartements.
Le tableau ci-dessous présente la typologie des logements à Chomelix en 2018 en comparaison avec celle de la Haute-Loire et de la France entière. Une caractéristique marquante du parc de logements est ainsi une proportion de résidences secondaires et logements occasionnels (31,6 %) supérieure à celle du département (16,1 %) et à celle de la France entière (9,7 %). Concernant le statut d'occupation de ces logements, 80,8 % des habitants de la commune sont propriétaires de leur logement (80,4 % en 2013), contre 70 % pour la Haute-Loire et 57,5 pour la France entière.
| Typologie                                               | Chomelix | Haute-Loire | France entière |
| ------------------------------------------------------- | -------- | ----------- | -------------- |
| Résidences principales (en %)                           | 58,8     | 71,5        | 82,1           |
| Résidences secondaires et logements occasionnels (en %) | 31,6     | 16,1        | 9,7            |
| Logements vacants (en %)                                | 9,7      | 12,4        | 8,2            |

## Toponymie
Selon Payrard (1872) : Chalmes-Elarias (Xe siècle), Chalmellis, Chalmelis, Chamelis, Chaumelis, Chomelis, Chomelix. Arnaud l'appelle « Chamalière ».

## Histoire
De l'époque mégalithique reste le menhir du Monteil.

### Époque gauloise
L'époque gauloise a laissé des traces d'une occupation très fréquentée ; trois chemins en partent.

### Époque gallo-romaine
Les vestiges de l'époque romaine incluent quatre bornes milliaires des voies de la Bolène,,, et du Chemin de César, poteries, bijoux, monnaies …)

### Moyen-Âge
- 927 : premières traces de Chomelix dans le testament d'Acfred II duc d'Aquitaine et comte d'Auvergne et de Velay : Simili modo si in presenti anno obiero, dimitto Sanctae Mariae Aniciarensi omnem alodem meum quem habere videor in Chalmes-Elarias, cum ipsâ ecclésia in honore sancti Abundi constructa[15].

Le Moyen Âge est particulièrement riche. Quatre importants châteaux sont construits aux XIe et XIIe siècles : Chomelix le Haut, aujourd'hui totalement détruit ; Chomelix le Bas, dont il reste les vestiges d'une tour ; Sereys, plusieurs fois détruit et remanié ; et Arzon dont les imposantes ruines dominent le ruisseau l'Arzon.
Chomelix le Haut et Chomelix le Bas sont des villages fortifiés, indépendants, et même ennemis. En attestent les guerres désastreuses que se sont livrés à plusieurs reprises les seigneurs de Chomelix le Haut et le Bas.[réf. nécessaire]
Le prieuré de Chomelix fut longtemps dépendant de l'abbaye de la Chaise-Dieu.
Jusqu'en 1374, deux moines y résident puis, ne pouvant plus assurer leurs fonctions faute de moyens (forte mortalité, guerres), ils regagnent la maison mère. En 1643, le prieuré est directement rattaché à La Chaise-Dieu.[réf. nécessaire]
Chomelix est une dépendance de la baronnie d'Alègre et fait partie du Velay, jusqu'au XIVe siècle quand cette baronnie est annexée (avec ses dépendances) à l'Auvergne.
Chomelix a longtemps été un point de passage des pèlerins de Saint-Jacques-de-Compostelle en direction du Puy-en-Velay venant de l'est, pour rejoindre la via Podiensis. En attestent deux coquilles Saint-Jacques qui ornent les murs de l'église ainsi que les registres de l'hôpital.

### XXIesiècle
Depuis 2001, une association regroupant tous les sites casadéens en Europe renforce les échanges et la coopération entre ces sites, dans le but de promouvoir le patrimoine casadéen et le développement touristique et culturel de ces sites. Ainsi, le Réseau Européen des Sites Casadéens poursuit la construction de l'Europe initiée par les moines de La Chaise-Dieu dès le XIe siècle.

## Politique et administration

### Découpage territorial
La commune de Chomelix est membre de la communauté d'agglomération du Puy-en-Velay, un établissement public de coopération intercommunale (EPCI) à fiscalité propre créé le 26 décembre 2016 dont le siège est à Le Puy-en-Velay. Ce dernier est par ailleurs membre d'autres groupements intercommunaux.
Sur le plan administratif, elle est rattachée à l'arrondissement du Puy-en-Velay, au département de la Haute-Loire, en tant que circonscription administrative de l'État, et à la région Auvergne-Rhône-Alpes.
Sur le plan électoral, elle dépend du canton du Plateau du Haut-Velay granitique pour l'élection des conseillers départementaux, depuis le redécoupage cantonal de 2014 entré en vigueur en 2015, et de la deuxième circonscription de la Haute-Loire pour les élections législatives, depuis le redécoupage électoral de 1986.

### Liste des maires
| Période      | Période      | Identité         | Étiquette | Qualité     |
| ------------ | ------------ | ---------------- | --------- | ----------- |
|              |              |                  |           |             |
| juin 1995    | janvier 2012 | Régis Forissier  |           | Réalisateur |
| janvier 2012 | mars 2014    | Pierre Mousson   |           |             |
| mars 2014    | En cours     | Roselyne Beyssac |           |             |

## Population et société

### Démographie

#### Évolution démographique
L'évolution du nombre d'habitants est connue à travers les recensements de la population effectués dans la commune depuis 1793. Pour les communes de moins de 10 000 habitants, une enquête de recensement portant sur toute la population est réalisée tous les cinq ans, les populations de référence des années intermédiaires étant quant à elles estimées par interpolation ou extrapolation. Pour la commune, le premier recensement exhaustif entrant dans le cadre du nouveau dispositif a été réalisé en 2004.

En 2022, la commune comptait 449 habitants, en évolution de −5,67 % par rapport à 2016 (Haute-Loire : +0,36 %, France hors Mayotte : +2,11 %).
| 1793 | 1800  | 1806  | 1821  | 1831  | 1836  | 1841  | 1846  | 1851  |
| ---- | ----- | ----- | ----- | ----- | ----- | ----- | ----- | ----- |
| 338  | 1 381 | 1 513 | 1 470 | 1 481 | 1 605 | 1 625 | 1 637 | 1 638 |

| 1856  | 1861  | 1866  | 1872  | 1876  | 1881  | 1886  | 1891  | 1896  |
| ----- | ----- | ----- | ----- | ----- | ----- | ----- | ----- | ----- |
| 1 570 | 1 454 | 1 558 | 1 584 | 1 502 | 1 428 | 1 523 | 1 325 | 1 440 |

| 1901  | 1906  | 1911  | 1921  | 1926  | 1931 | 1936 | 1946 | 1954 |
| ----- | ----- | ----- | ----- | ----- | ---- | ---- | ---- | ---- |
| 1 348 | 1 364 | 1 359 | 1 200 | 1 081 | 987  | 916  | 797  | 735  |

| 1962 | 1968 | 1975 | 1982 | 1990 | 1999 | 2004 | 2006 | 2009 |
| ---- | ---- | ---- | ---- | ---- | ---- | ---- | ---- | ---- |
| 678  | 631  | 509  | 438  | 376  | 409  | 493  | 506  | 497  |

| 2014 | 2019 | 2022 | - | - | - | - | - | - |
| ---- | ---- | ---- | - | - | - | - | - | - |
| 484  | 472  | 449  | - | - | - | - | - | - |

#### Pyramide des âges
La population de la commune est relativement âgée.
En 2018, le taux de personnes d'un âge inférieur à 30 ans s'élève à 22,6 %, soit en dessous de la moyenne départementale (31 %). À l'inverse, le taux de personnes d'âge supérieur à 60 ans est de 41,3 % la même année, alors qu'il est de 31,1 % au niveau départemental.
En 2018, la commune comptait 238 hommes pour 235 femmes, soit un taux de 50,32 % d'hommes, légèrement supérieur au taux départemental (49,13 %).
Les pyramides des âges de la commune et du département s'établissent comme suit.
| Hommes | Classe d’âge | Femmes |
| ------ | ------------ | ------ |
| 0,4    | 90 ou +      | 0,9    |
| 10,1   | 75-89 ans    | 14,5   |
| 28,7   | 60-74 ans    | 28,1   |
| 22,8   | 45-59 ans    | 20,0   |
| 14,3   | 30-44 ans    | 14,9   |
| 9,3    | 15-29 ans    | 6,0    |
| 14,3   | 0-14 ans     | 15,7   |

| Hommes | Classe d’âge | Femmes |
| ------ | ------------ | ------ |
| 0,9    | 90 ou +      | 2,5    |
| 8,4    | 75-89 ans    | 11,7   |
| 20,4   | 60-74 ans    | 20,5   |
| 21,3   | 45-59 ans    | 20,3   |
| 16,8   | 30-44 ans    | 16,3   |
| 15,2   | 15-29 ans    | 13,2   |
| 17     | 0-14 ans     | 15,6   |

## Économie

### Revenus
En 2018, la commune compte 224 ménages fiscaux, regroupant 444 personnes. La médiane du revenu disponible par unité de consommation est de 20 450 € (20 800 € dans le département).

### Emploi
| Division       | 2008  | 2013  | 2018  |
| -------------- | ----- | ----- | ----- |
| Commune        | 7,9 % | 6,1 % | 6,7 % |
| Département    | 6,3 % | 7,7 % | 7,7 % |
| France entière | 8,3 % | 10 %  | 10 %  |

En 2018, la population âgée de 15 à 64 ans s'élève à 253 personnes, parmi lesquelles on compte 78,6 % d'actifs (71,8 % ayant un emploi et 6,7 % de chômeurs) et 21,4 % d'inactifs,. En 2018, le taux de chômage communal (au sens du recensement) des 15-64 ans est inférieur à celui de la France et département, alors qu'en 2008 il était supérieur à celui du département et inférieur à celui de la France.
La commune est hors attraction des villes,. Elle compte 72 emplois en 2018, contre 85 en 2013 et 87 en 2008. Le nombre d'actifs ayant un emploi résidant dans la commune est de 182, soit un indicateur de concentration d'emploi de 39,5 % et un taux d'activité parmi les 15 ans ou plus de 49,9 %.
Sur ces 182 actifs de 15 ans ou plus ayant un emploi, 55 travaillent dans la commune, soit 30 % des habitants. Pour se rendre au travail, 83 % des habitants utilisent un véhicule personnel ou de fonction à quatre roues, 6,5 % s'y rendent en deux-roues, à vélo ou à pied et 10,4 % n'ont pas besoin de transport (travail au domicile).

## Culture locale et patrimoine

### Lieux et monuments
- Église Saint-Pierre de Chomelix
- Le chemin de César : situé aux Sagnes, la légende veut que César, accompagné de ses légions, ait marché sur ce chemin, lors de la conquête de la Gaule.
- Ruines du château d'Arzon